# Arved von Taube
Arved Berend Gustav Etienne Freiherr von Taube (* 14. Oktoberjul. / 27. Oktober 1905greg. in Reval; † 3. Mai 1978 vor der Algarve, Portugal) war ein deutschbaltischer Historiker aus dem heutigen Estland.

## Leben
Taubes Vater, Gustav Freiherr von Taube auf Rickholz, hatte verschiedene Ehrenämter in der ritterschaftlichen Landesverwaltung des Gouvernements Estland bekleidet und war Kammerjunker des Allerhöchsten Hofes. Er kam am 28. Dezember 1917 in den Wirren nach der Oktoberrevolution ums Leben.
Arved von Taube legte 1925 sein Abitur an der Ritter- und Domschule zu Reval ab. Anschließend studierte er Geschichtswissenschaft und Staatswissenschaft an Universität Tartu bei Arno Rafael Cederberg. Im Oktober 1926 wurde er in die Corporation Estonia aufgenommen (Nr. 1243). Nach der Promotion 1931 zum Thema „Dorpat unter schwedischer Herrschaft in den Jahren 1601–1603“ setzte Taube seine Studien für drei Semester in Leipzig und Berlin fort. 1933 kehrte er nach Estland zurück und trat in die Estländische Deutsche Kulturverwaltung ein, wo er die Leitung des Amtes für Jugend- und Volkstumsarbeit übernahm. Auf Grund der estnischen Nationalitätenpolitik blieb ihm eine akademische Laufbahn verschlossen. War Taube schon zu Studententagen in der Jugendbewegung aktiv, so organisierte und leitete er in seiner neuen Funktion unter anderem im Sommer 1933 das erste Landdienstlager mit 30 deutschen Jugendlichen in der deutschen Bauernkolonie Heimtal. Zugleich wurde er Oberlehrer für Geschichte und Staatsbürgerkunde in Reval, arbeitete aber auch noch im wissenschaftlichen Arbeitskreis des Dorpater Instituts für Heimatforschung unter der Leitung von Edmund Spohr mit.
Nach der Umsiedlung der Deutschbalten in das besetzte Polen 1939/40 arbeitete Taube eine kurze Zeit lang als Treuhänder eines Gutes im „Warthegau“. Gemeinsam mit Reinhard Wittram und Wilhelm Lenz begründete er 1940 an der Reichsuniversität Posen das Baltische Institut mit Bibliothek, Museum und Archiv. Zur Wehrmacht eingezogen war Taube von 1941 bis 1944 in der Abteilung Kulturverwaltung der Zivilverwaltung des besetzten Estlands tätig. Dort kümmerte er sich, seit 1. März 1941 auch Mitglied der NSDAP, unter anderem um die Neugestaltung des Geschichtsunterrichts an den estnischen Schulen, den er im Sinne der nationalsozialistischen Ostpolitik gestaltet wissen wollte.
Nach dem Ende des Zweiten Weltkriegs arbeitete Taube zwei Jahre als einfacher Arbeiter in Celle. Später trat er dann in den Schuldienst ein und unterrichtete in verschiedenen Städten als Studienassessor, Studienrat und Oberstudienrat Geschichte, Latein und Russisch, zuletzt am Gerhard-Rohlfs-Gymnasium in Bremen-Vegesack. Gleichzeitig arbeitete er weiter wissenschaftlich. Unter anderem erarbeitete er für das Bundesministerium für Vertriebene, Flüchtlinge und Kriegsgeschädigte eine Dokumentation über die Vertreibung der Deutschbalten. Er war stellvertretender Vorsitzender der Baltischen Historischen Kommission, beteiligte sich aktiv an den Tagungen der Association for the Advancement of Baltic Studies und leitete ehrenamtlich das Kulturwerk der Carl-Schirren-Gesellschaft in Lüneburg.
Arved von Taube ertrank bei einem Segelunfall vor der Südküste Portugals.

## Werk
Taube forschte vor allem zum Zusammenbruch des Deutschordensstaates im 16. Jahrhundert und zur Loslösung der baltischen Provinzen von Russland (1917–1920). Er bemühte sich dabei um eine neue Interpretation der deutsch-baltischen Geschichte. In seinem Aufsatz „Landespolitik und Volkswerdung“ (1933) behandelte er einzelne Fragen der baltischen Geschichte unter dem Gesichtspunkt der „Volkwerdung“. Dass es nicht gelungen sei, ein Arbeitsfeld zu finden, auf welchem Deutsche und Esten gemeinsam für die Interessen des Landes wirken könnten, sei entscheidend für die politische Entwicklung der Gegenwart gewesen. Als problematisch empfand er es dabei, das Streben nach wissenschaftlicher Objektivität mit der Neigung zur Apologie zu vereinbaren, sei es doch das Ziel der deutschbaltischen Geschichtswissenschaft, ihre Pflichterfüllung gegenüber der Heimat und damit auch ihr Recht auf Heimat zu belegen. Gerade bei der Behandlung der Einstellung der erzkonservativen estnischen Ritterschaft zur estnischen nationalen Bewegung fürchtete Taube, damit den Gegnern Material zur tendenziösen Ausschlachtung an die Hand zu geben.
Während des Zweiten Weltkriegs stellte Taube in einer Jomsburg-Ausgabe von 1942 die nationalsozialistische Eroberungspolitik im Osten in eine Traditionslinie mit der Schlacht am Peipus am 5. April 1242. In seinem Beitrag schrieb er, die Deutschen hätten baltische Lande für Europa gewonnen, indem sie an die Aufgabe des Deutschen Ordens im Osten anknüpften, die seinerzeit der „von der christlich abendländischen Missionsidee des Mittelalters getragenen deutschen Ostausdehnung ein Ziel setzte und die Grenze des Abendlandes gegen den Osten für Jahrhunderte an Narwe und Peipus festlegte.“
Nach dem Zweiten Weltkrieg bemühte sich Taube gemeinsam mit Werner Conze und Reinhard Wittram um eine Neuausrichtung der deutsch-baltischen Geschichtsschreibung. Auf einer Tagung der Baltischen Historischen Kommission kritisierte er 1952, diese sei gegenüber den Leistungen der Deutschen zu apologetisch gewesen und fragte, ob nicht die Leistungen der baltischen Völker während ihrer kurzen Selbständigkeit neu bewertet werden müssten. Er betonte, dass das Baltikum nicht ein „verlorenes deutsches Ostgebiet“, sondern ein „abgetrenntes Stück Europa“ sei.

## Schriften

### Als Autor
- Dorpat unter schwedischer Herrschaft in den Jahren 1601–1603. Mag.-Arbeit Univ. Dorpat 1929/30.
- Landespolitik und Volkwerdung. Betrachtungen zur Entwicklung der nationalen Frage in der Geschichte Estlands. 2. Auflage. Wassermann, Tallinn 1937.
- Ostland im Machtkampf: 1561–1941. (Ostlandreihe – Schriften zur Kunde des Reichskommissariats Ostland). Riga 1944.
- zusammen mit Erik Thomson: Die Deutschbalten. Schicksal und Erbe einer eigenständigen Stammesgemeinschaft. Carl-Schirren-Gesellschaft, Lüneburg 1973.
- Reval/Tallinn. Hansestadt, Landeshauptstadt, Olympiastadt. Rau, Düsseldorf 1979, ISBN 3-7919-0187-7.

### Als Herausgeber
- zusammen mit Max Aschkewitz: Deutsche Männer des baltischen Ostens. Volk-und-Reich-Verlag, Berlin 1943 (Digitalisat bei der LNDB).
- zusammen mit Heinrich Bosse: Baltische Köpfe. 24 Lebensbilder aus acht Jahrhunderten deutschen Wirkens in den baltischen Landen. Baltischer Verlag, Bovenden bei Göttingen, 2. Aufl. 1958.
- zusammen mit Karl Johann Paulsen: Erinnerungen des Revaler Stadthauptes Thomas Wilhelm Greiffenhagen. Hirschheydt, Hannover-Döhren 1977.